# Eduardo Lorenzo Borocotó
Eduardo Lorenzo Borocotó  (30 de agosto de 1934) es un pediatra y político argentino.

## Biografía
Es hijo del conocido periodista deportivo Ricardo Lorenzo Rodríguez, a quien se lo conocía como «Borocotó», y que pasó a ser el apellido de Eduardo Lorenzo. Tras recibirse de médico comenzó a trabajar en el Hospital de Niños y a dedicarse a la divulgación de temas médicos en programas de televisión.
En 1996 fue invitado por un sector del Partido Justicialista como candidato a disputar las elecciones de la provincia de Buenos Aires en la lista 72.A fines de 1998 la unión fue disuelta.
Luego integró la fuerza Acción por la República, liderada por el economista y político menemista Domingo Cavallo. Como parte de este partido fue elegido legislador por dos períodos consecutivos.
Lorenzo Borocotó fue elegido diputado nacional en las elecciones del 23 de octubre de 2005 dentro del partido PRO (Propuesta Republicana) por el período comprendido entre el 10 de diciembre de 2005 y la misma fecha de 2009. La de Lorenzo Borocotó fue una de las seis bancas obtenidas para la Cámara de Diputados de la Nación Argentina  en las elecciones legislativas de 2005 en Argentina. Borocoto previamente había denunciado hechos de corrupción al interior del PRO, por lo que abandona el espacio durante la campaña.
Antes de asumir su banca, Lorenzo Borocotó conformó un Movimiento Independiente unipersonal aliado al kirchnerismo
dentro de la Cámara de Diputados de la Nación. El PRO intento impedir que el diputado asumiera su banca, pero finalmente Lorenzo Borocotó pudo asumir.
En una entrevista con radio Continental, Lorenzo Borocotó explicó sus desvanecias con las autoridades del partido y afirmó “A mi me echaron del bloque del Pro”,  y destacó que no había formado parte de mismo sino de una alianza a nivel ciudad que se rompió a comienzos del año.
Luego de este escándalo la figura de Borocotó quedó muy deslucida y tuvo que dejarse de hacerse ver por los medios dónde solía aparecer. En la jerga popular le decían "Borocobró" pues se había cambiado de banca para irse a un bloque de otro partido 